# 日本の篆刻家一覧
日本の篆刻家一覧（にほんのてんこくかいちらん）とは、日本の主な篆刻家を時代区分した上で諸流派別にした一覧である（※流派の関係から一部の人物が重複する）。

## 江戸時代

### 黎明期
- 石川丈山
- 本阿弥光悦
- 俵屋宗達

### 今体派
| 禅僧       | 独立性易 高玄岱 黙子如定 蘭谷 心越                                                                           |
| 初期江戸派 | 榊原篁洲 松浦静軒 今井順斎 池永一峰 細井広沢 細井九皋 三井親和 山世寧 小野君山 関思恭 忍海 河村茗谿 松下烏石 |
| 初期浪華派 | 新興蒙所 牧夏嶽 泉必東 尾崎散木 佚山 都賀庭鐘 里東白                                                         |
| 京都       | 片山尚宜 殿村亜岱 悟心元明 終南 林煥章 龍草廬 柳里恭                                                         |
| 長崎派     | 源伯民 滕永孚 田中良庵 永田島遷子 大城石農 趙陶斎 木村蒹葭堂 十時梅厓                                        |

### 古体派
| 京都 | - 高芙蓉 - 葛子琴 - 曽之唯 | - 池大雅 - 韓天寿 - 木村蒹葭堂 | - 前川虚舟 - 藪星池 - 杜澂 | - 源惟良 - 崖良弼 - 紀止 | - 菅南涯 - 島本鳳泉 - 岩倉具選 | - 三雲仙嘯 - 赤松眉公 |

| 石鼓派（前川虚舟門） | - 呉北渚 | - 長谷川延年 | - 行徳玉江 |

| 伊勢 | - 杜俊民 | - 小俣蠖庵 | - 福井端隠 |

| 美濃 | - 二村楳山 |

| 尾張 | - 余延年 |

| 江戸 | - 植田華亭 | - 初世浜村蔵六 | - 島必端 | - 稲毛屋山 | - 二世浜村蔵六 | - 辻孔殷 | - 富山景順 |

| 四国 | - 阿部良山 | - 壬生水石 |

| 水戸派 | - 立原杏所 | - 林十江 |

| 文人墨客 | - 頼春水 - 頼春風 | - 頼杏坪 - 頼山陽 | - 頼聿庵 - 頼支峰 | - 篠崎小竹 - 中田粲堂 | - 貫名海屋 - 青木木米 | - 田辺玄々 |

| 江戸末期 | - 細川林谷 | - 細川林斎 | - 頼立斎 | - 三世浜村蔵六 |

| 浄碧居派 | - 益田勤斎 | - 益田遇所 | - 曽根寸斎 | - 益田香遠 |

## 明治・大正

### 保守派
| - 中村水竹 - 中井敬所 | - 安部井櫟堂 | - 羽倉可亭 | - 四世浜村蔵六 | - 山本竹雲 | - 山田寒山 |

| 菡萏居社 | - 岡村梅軒 | - 岡本椿所 | - 郡司楳所 | - 田口逸所 | - 増田立所 | - 井口卓所 |

### 革新派
- 小曽根乾堂
- 篠田芥津
- 円山大迂
- 初世中村蘭台
- 桑名鉄城
- 五世浜村蔵六
- 河井荃廬
- 河井章石
- 北大路魯山人

## 昭和以降
- 石井雙石
- 園田湖城
- 山田正平
- 二世中村蘭台
- 松丸東魚
- 河井荃廬
- 河井章石
- 小林斗盦
- 菅原石廬
- 河野隆
- 水野恵
- 岡本椿所
- 真鍋井蛙
- 多田文昌
- 菅原石廬
- 間宮壽石
- 川林泱雲